# Cryptanthus venecianus
Espèce
Cryptanthus venecianus est une espèce de plantes de la famille des Bromeliaceae, endémique du Brésil et décrite en 2010 par les botanistes brésilien et français Elton Leme et Ludovic Kollmann.

## Distribution
L'espèce est endémique de l'État d'Espírito Santo à l'est du Brésil.

## Description
Selon la classification de Raunkier, l'espèce est hémicryptophyte.